# Ada Bojana
Ada Bojana riječni je otok, na samom kraju ulcinjske  Velike plaže, na mjestu gdje se rijeka Bojana odvaja od nje. Izvire is Sakdarskoga jezera.
Otok je umjetno stvoren. Poslije jednog velikog nevremena i presudnog momenta sredinom 19. stoljeća, tu se u plićaku nasukao brod "Merito" iz Trogira. Na tom mjestu su tada postojala dva mala otoka. Godinama se oko trupa potonulog broda i ova dva otoka skupljao riječni nanos sa sedimentom od kojega je najprije nastao sprud, a zatim i otok. Izronjavanjem na površinu vode, otok je rijeku podijelilo na dva kraka. 
Trokutastog je oblika, dvije strane zapljuskuje rijeka Bojana, a treću Jadransko more, prema kom je okrenuta pješčana plaža dugačka 2880 m, koja može primiti oko 13000 kupača. Desni rukavac rijeke Bojane dijeli otok od Velike plaže. Plaža i morsko dno su prekriveni sitnim tamnim pijeskom. Na samoj plaži poredani su suncobrani ispleteni od trske i pruća.
Rijeka je specifična i po tom što je dno korita ispod nivoa mora za čitavih 5 m, a ispod njega na dubini od 10 do 15 m postoji podzemni vodotok. Duga je od 41 do 44 km. Po količini vode koju unosi u more na trećem je mjestu rijeka na Mediteranu, posle Nila i talijanske rijeke Po.
Obale koje zapljuskuje Bojana poznate su po drvenim kućicama, s kojih mještani na tradicionalan, specifičan način love ribu koju se može kušati u lokalnim ribljim restoranima. Otok Ada Bojana krasi i suptropsko i mediteransko raslinje, a neke od biljnih i životinjskih vrsta su jedinstvene u Europi. Upravo gusta i bujna vegetacija daje Adi čar Amazone i zajedno s neobičnim životinjskim svijetom pretvara je u poseban mikroekološki prostor.

## Sport
Ada Bojana je elitno mjesto za surfanje na vjetru. Povoljni vjetrovi prave odlične valove koji omogućavaju surfanje. Na Adi Bojani se nalazi škola windsurfa. Potencijali Ade Bojane zadovoljavaju i amatere i stroge kriterije profesionalaca. Početnicima pogoduje ravna linija vode jezerca na kome se uče prvi koraci u ovom sportu. Već sedmodnevna obuka kod profesionalnih učitelja omogućava uživanje na vjetru, a poslije mjesec dana obuke dostupni su vam vjetrovi na otvorenom moru.
Do sedamdesetih prošlog stoljeća bila je potpuno pusta, a onda je u jednom dijelu podignut nudistički kompleks koji ju je učinio poznatom destinacijom. Apartmani, bungalovi i kamp čine jedini službeni hotel u kojem se možete smjestiti. Možete odsjesti i u nekoj od ribarskih sojenica duž desnog toka Bojane. Posjetite lokalne restorane koji njeguju posebnu tradiciju pripremanja svježe ribe
Na Adi Bojani još od 1975. godine radi i škola jahanja.

## Vanjske poveznice
|  | Zajednički poslužitelj ima još gradiva o temi Ada Bojana |